# Julianów (Piaseczno)
Pour les articles homonymes, voir Julianów.
Julianów (prononciation : [juˈljanuf] b]) est un village polonais de la gmina de Piaseczno dans le powiat de Piaseczno de la voïvodie de Mazovie dans le centre-est de la Pologne.
Le village compte approximativement une population de 1 279 habitants en 2013.

## Histoire
De 1975 à 1998, le village appartenait administrativement à la voïvodie de Varsovie.